# Deb Adair
Deb Adair (Connecticut, 22 de abril de 1966) é uma engenheira de som americana. Como reconhecimento, foi nomeada ao Oscar 2012 na categoria de Melhhor Mixagem de Som por Moneyball.